# (5983) Praxiteles
(5983) Praxiteles ist ein Asteroid des Hauptgürtels, der am 29. September 1973 von dem niederländischen Astronomenehepaar Cornelis Johannes van Houten und Ingrid van Houten-Groeneveld entdeckt wurde. Die Entdeckung geschah im Rahmen der 2. Trojaner-Durchmusterung, bei der von Tom Gehrels mit dem 120-cm-Oschin-Schmidt-Teleskop des Palomar-Observatoriums aufgenommene Feldplatten an der Universität Leiden durchmustert wurden, elf Jahre nach Beginn des Palomar-Leiden-Surveys.
Der Asteroid wurde nach Praxiteles (* um 390 v. Chr. in Athen; † um 320 v. Chr.) benannt, einem der bedeutendsten griechischen Bildhauer der griechischen Antike, der neben Skopas und Lysipp in der Stilepoche der Spätklassik wirkte.